# Micrathena lata
Micrathena lata är en spindelart som beskrevs av Arthur M. Chickering 1960. Micrathena lata ingår i släktet Micrathena och familjen hjulspindlar. Inga underarter finns listade i Catalogue of Life.